# Mtwara (region)
Mtwara er en af Tanzanias 26 administrative regioner. Regionhovedstaden er byen Mtwara. Regionen ligger i den sydøstlige hjørnet af Tanzania, og grænser til det Indiske Ocean i øst, Mozambique i syd, og regionerne Ruvuma i vest og Lindi i nord. Regionen har et en befolkning på 1.297.751 mennesker (2009) på et areal af 16.707 km².
Mtwara består af fem distrikter: Mtwara Mjini (også kaldt «Mikindani»), Mtwara Vijijini, Masasi, Nanyumbu, Newala og Tandahimba.

## Eksterne kilder og henvisninger
1. ↑   Statoids, Regions of Tanzania

10°40′S 39°00′Ø / 10.667°S 39.000°Ø